# RSM-56 Bulava
Tên lửa Bulava (tiếng Nga: Булава, nghĩa là "cái chuỳ") là một tên lửa đạn đạo phóng từ tàu ngầm đang được phát triển để trang bị cho Hải quân Nga. Viện Công nghệ Nhiệt Moskva chịu trách nhiệm chủ yếu về thiết kế tên lửa. Bulava mang tên báo cáo của NATO SS-NX-30 và đã được chỉ định chỉ số Grau 3M30. Trong các điều ước quốc tế, tên thường RSM-56 được sử dụng. Tên ký hiệu của NATO cho Bulava là SS-NX-30 và được chỉ định là 3M30 trong bảng mục lục của GRAU. Trong các hòa ước quốc tế, tên thông dụng RSM-56 được sử dụng. Tên lửa này được thiết kế để triển khai trên các tàu ngầm hạt nhân Project 955 lớp Borey. Các loại tên lửa tương đương Bulava là UGM-133 Trident II trang bị cho tàu ngầm hạt nhân hai nước Mỹ - Anh, M51 của Pháp và JL-2 của Trung Quốc.
Tên lửa Bulava sử dụng nhiên liệu rắn, nặng 36,8 tấn, có thể mang tới 10 đầu đạn hạt nhân và có tầm bắn 8.000 km.
Chỉ có 11 trong số 18 hoặc 19 vụ thử Bulava được chính thức tuyên bố thành công. Tuy nhiên, một số nhà quan sát nhận xét con số thất bại trên thực tế cao hơn.
Hải quân Nga vẫn tuyên bố: "Tỉ lệ phần trăm vụ phóng tên lửa này có vẻ là cao bởi vì ngày nay chúng ta được biết thông tin về các vụ bắn thử, còn 30 năm trước chúng ta không bao giờ nói tới các vụ bắn thử bị thất bại. so với đối thủ là Trident II, Bulava tỏ ra yếu kém rất nhiều với SLBM của Mỹ tầm bắn, tốc độ, khả năng điều khiển và sức công phá đều kém hơn so với Trident II.
Theo phân tích của Thiếu tướng Vladimir Dvorkin, Giám đốc Quan hệ quốc tế và kinh tế thế giới thuộc Viện Hàn lâm khoa học Nga thì "Trong 1 quả tên lửa Bulava có rất nhiều linh kiện do hàng trăm doanh nghiệp khác nhau cung cấp và rất có thể, việc kiểm soát chất lượng những linh kiện này không đảm bảo. Vấn đề trở nên nghiêm trọng hơn khi có những doanh nghiệp còn sản xuất linh kiện thay thế nhau, đây là vấn đề đang khiến Nga đau đầu". Còn Phó giám đốc Viện nghiên cứu chính trị - quân sự Alexander Khramchikhin lại cho rằng, Bulava là loại tên lửa không đáng tin cậy. "Bulava là sản phẩm do Viện công nghệ nhiệt học Moscow (MIT) thiết kế - nơi chỉ thiết kế các loại tên lửa bắn từ đất liền (như Topol, Yars) còn tên lửa phóng từ tàu ngầm hoàn toàn xa lạ với họ".